# Grosser Preis des Kantons Aargau 2019
Il Grosser Preis des Kantons Aargau 2019, cinquantaseiesima edizione della corsa, valevole come evento dell'UCI Europe Tour 2019 categoria 1.HC, si è svolto il 13 giugno 2019 su un percorso di 185,9 km, con partenza e arrivo a Leuggern, in Svizzera. La vittoria è stata appannaggio del norvegese Alexander Kristoff, che ha completato il percorso in 4h 26' 57" alla media di 41,783 km/h precedendo l'italiano Andrea Pasqualon e il sudafricano Reinardt Janse van Rensburg.
Al traguardo di Leuggern 109 ciclisti, dei 121 alla partenza, hanno portato a termine la competizione.

## Squadre e corridori partecipanti
| N.    | Cod. | Squadra                     |
| ----- | ---- | --------------------------- |
| 1-7   | UAD  | UAE Team Emirates           |
| 11-17 | ALM  | AG2R La Mondiale            |
| 21-27 | BOH  | Bora-Hansgrohe              |
| 31-37 | TDD  | Team Dimension Data         |
| 41-47 | TKA  | Team Katusha Alpecin        |
| 51-56 | EF1  | EF Education First          |
| 61-67 | ANS  | Androni Giocattoli-Sidermec |
| 71-77 | GAZ  | Gazprom-RusVelo             |
| 81-86 | NIP  | Nippo-Vini Fantini-Faizanè  |
| 91-97 | SVB  | Sport Vlaanderen-Baloise    |

| N.      | Cod. | Squadra                       |
| ------- | ---- | ----------------------------- |
| 101-107 | TDE  | Total Direct Énergie          |
| 111-116 | WGG  | Wanty-Gobert Cycling Team     |
| 121-127 | AMO  | Amore & Vita-Prodir           |
| 131-137 | SAN  | Sangemini-Trevigiani-MG.K Vis |
| 141-146 | CHE  | Svizzera                      |
| 151-157 | AKT  | Akros-Thömus                  |
| 161-167 | SRA  | Swiss Racing Academy          |
| 171-177 | VBG  | Team Vorarlberg Santic        |
| 181-186 | IAM  | IAM Excelsior                 |

## Ordine d'arrivo (Top 10)
| Pos. | Corridore           | Squadra      | Tempo    |
| ---- | ------------------- | ------------ | -------- |
| 1    | Alexander Kristoff  | Katusha      | 4h26'57" |
| 2    | Andrea Pasqualon    | Wanty        | s.t.     |
| 3    | R. J. van Rensburg  | Dimension    | s.t.     |
| 4    | Michael Schwarzmann | Bora         | s.t.     |
| 5    | Andrea Vendrame     | Androni      | s.t.     |
| 6    | Thomas Boudat       | Direct       | s.t.     |
| 7    | Fabian Lienhard     | IAM          | s.t.     |
| 8    | Rick Zabel          | Katusha      | s.t.     |
| 9    | Marco Tizza         | Amore & Vita | s.t.     |
| 10   | Michael Albasini    | Svizzera     | s.t.     |